# Hear My Music
Hear My Music kompilacijski je album američkog glazbenika Jimija Hendrixa, postumno objavljen 2004. godine od izdavačke kuće Dagger Records. Album sadrži studijske instrumentale i demopjesme snimljene početkom 1969. godine.

## Popis pjesama
Sve pjesme napisao je Jimi Hendrix, osim gdje je to drugačije naznačeno.
| Br. | Skladba                          | Autor                                           | Trajanje |
| --- | -------------------------------- | ----------------------------------------------- | -------- |
| 1.  | »Slow Version«                   |                                                 | 4:56     |
| 2.  | »Drone Blues«                    |                                                 | 8:29     |
| 3.  | »Ezy Ryder/Star Spangled Banner« | Hendrix, Francis Scott Key, John Stafford Smith | 10:17    |
| 4.  | »Jimi/Jimmy Jam«                 |                                                 | 16:59    |
| 5.  | »Jam 292«                        |                                                 | 5:22     |
| 6.  | »Trash Man«                      |                                                 | 7:23     |
| 7.  | »Message to Love«                |                                                 | 2:36     |
| 8.  | »Gypsy Blood«                    |                                                 | 1:24     |
| 9.  | »Valleys of Neptune (Guitar)«    |                                                 | 3:59     |
| 10. | »Blues Jam at Olympic«           |                                                 | 5:10     |
| 11. | »Valleys of Neptune (Piano)«     |                                                 | 3:05     |

## Detalji snimanja
- Skladbe 1, 3 i 10 snimljene su u Olympic studiju, London, Velika Britanija, 14. veljače 1969.
- Skladba 2 snimljena je u Record Plant studiju, New York City, New York, SAD, 24. travnja 1969.
- Skladba 4 snimljena je u Record Plant studiju, 25. ožujka 1969.
- Skladba 5 snimljena je u Record Plant studiju, 14. svibnja 1969.
- Skladba 6 snimljena je u Olmstead studiju,  3. travnja 1969.
- Skladbe 7, 8, 9 i 11 snimljene su u Olympic studiju, 22. veljače 1969.

## Izvođači
- Jimi Hendrix – električna gitara, glasovir u skladbi 11
- Noel Redding – bas-gitara u skladbama 1, 3 i 10, bas-gitara s osam žica u skladbi 6
- Mitch Mitchell – bubnjevi u skladbama 1, 3, 4, 5, 6 i 10
- Billy Cox – bas-gitara u skladbama 2 i 5
- Rocky Isaac – bubnjevi u skladbi 2
- Al Marks – udaraljke u skladbi 2
- Roland Robinson – bas-gitara u skladbi 4
- Jim McCarty – gitara u skladbi 4
- Sharon Layne – glasovir u skladbi 5

## Vanjske poveznice
- Dagger Records  Arhivirana inačica izvorne stranice od 8. srpnja 2011. (Wayback Machine) - Hear My Music